# Rudolf Ernst Weise

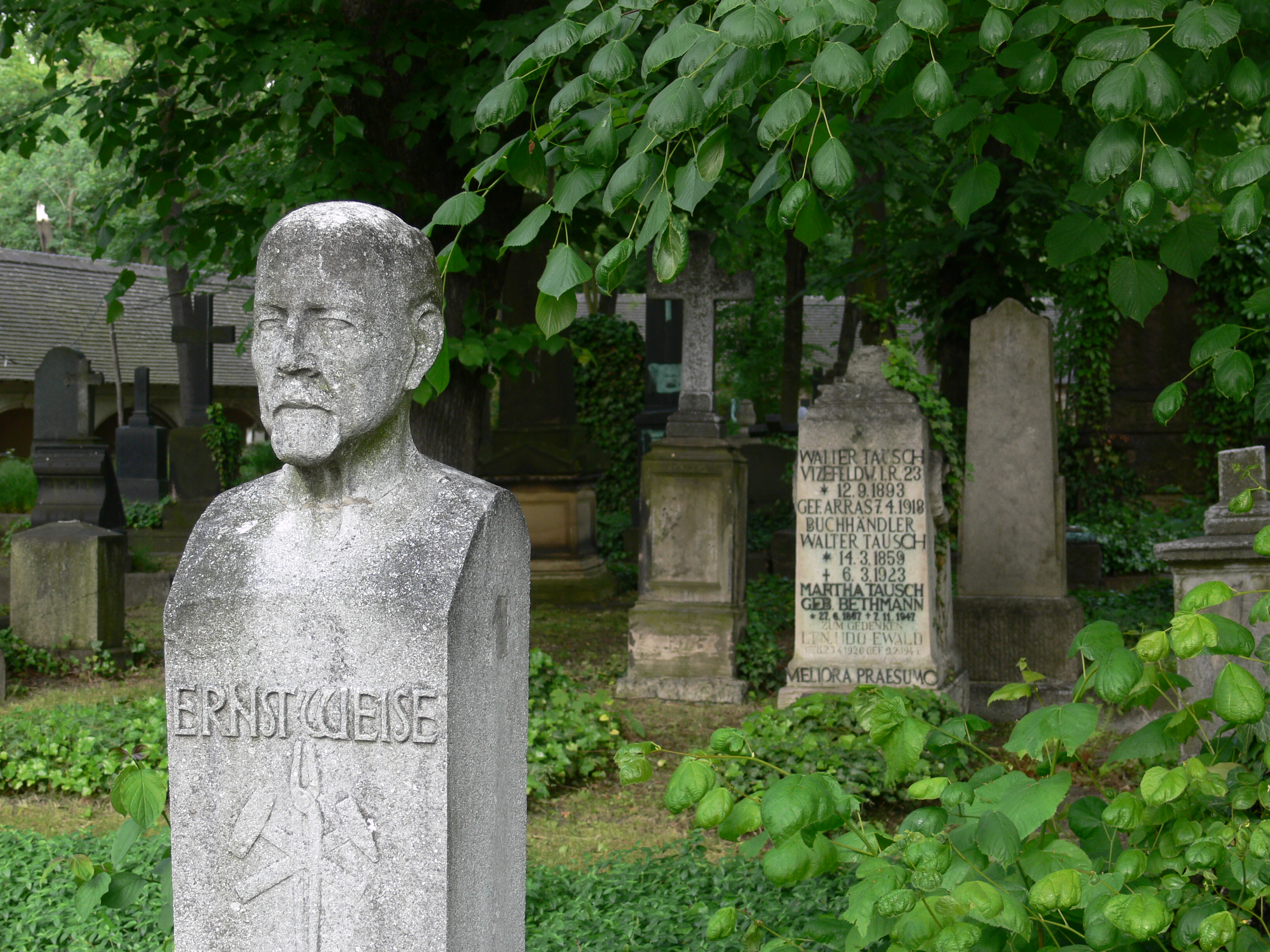
Büste von Rudolf Ernst Weise auf seinem Grab

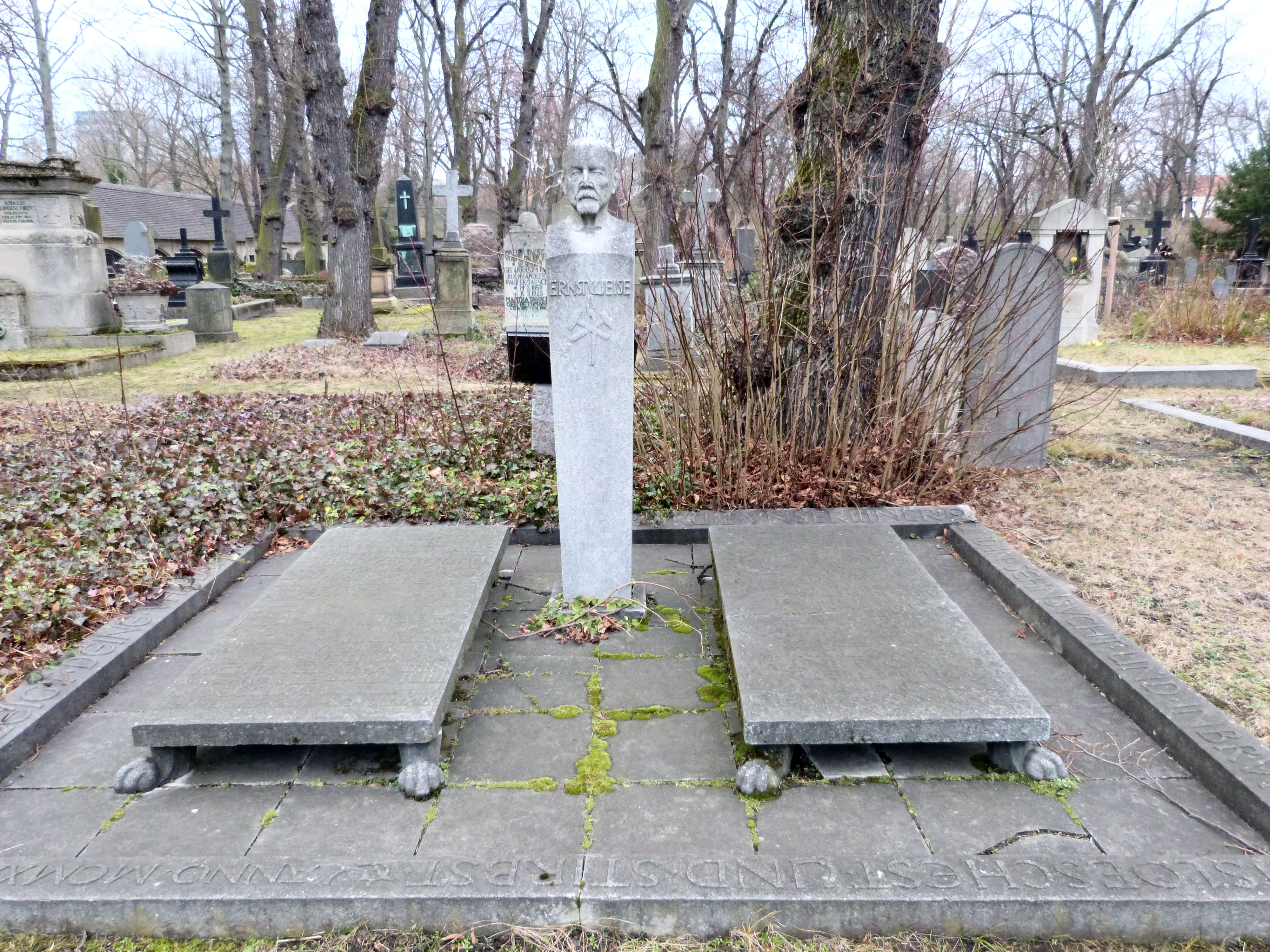
Grabmal der Familie Weise auf dem halleschen Stadtgottesacker

Rudolf Ernst Weise (* 31. Dezember 1844 in Holleben; † 5. August 1935 in Halle (Saale)) war ein deutscher Maschinenbau-Unternehmer. Weise war Mitbegründer und Inhaber des Maschinenbau-Unternehmens Weise & Monski, das zu den größten privaten Arbeitgebern der Stadt Halle gehörte.

## Leben

### Familie und Ausbildung
Weise wurde als zweiter Sohn des Landwirts Eduard Weise geboren. Nach dem Besuch der Dorfschule konnte er durch Förderung des Dorfpfarrers und mit Hilfe eines Stipendiums auf die Latina der Franckeschen Stiftungen in Halle gehen. Später absolvierte er eine Lehre bei einem Schlossermeister, besuchte aber auch die Gewerbeschule in Halle. Er begann ein Studium am Polytechnikum Hannover, das er aber auf Grund finanzieller Schwierigkeiten seiner Eltern schon bald beenden musste.

### Beruflicher Werdegang
1864 erhielt Weise eine Anstellung bei der Maschinenfabrik Buckau bei Magdeburg sowie bei Neuman & Esser in Aachen. Für kurze Zeit bereiste er Belgien. 1865 absolvierte Weise seinen Wehrdienst und erlebte den Deutschen Krieg ein Jahr später in Böhmen. Während der Schlacht bei Königgrätz am 3. Juli 1866 wurde er schwer verwundet und entging nur knapp der Amputation seines rechten Arms. 1867 wurde Weise als Konstrukteur bei der Eisengießerei, Maschinen- und Armaturenfabrik von Albert Dehne in Halle beschäftigt. 1869 wurde er Chefkonstrukteur bei dem halleschen Unternehmen Riedel & Kemnitz. Zur Mobilmachung 1870 für den Deutsch-Französischen Krieg wurde Weise für unabkömmlich erklärt und vom Militärdienst freigestellt.
Ende Januar 1872 machte er sich selbstständig und gründete zusammen mit Alexander Monski (1840–1912) das Unternehmen Weise & Monski. Monski besaß bereits eine Eisengießerei, so konnten die eigenen Maschinen günstig hergestellt werden. Weise erwarb am Hauptbahnhof in Halle ein Grundstück, auf dem im Laufe der Zeit ein Bürohaus und die ersten Produktionsstätten, Maschinen- und Montagehallen, ein Lagerraum für Modelle, Guss- und Hilfsteile, sowie ein Kessel- und Maschinenhaus errichtet wurden. Das Unternehmen fertigte zunächst Heizungen, Filterpressen, Werkzeugmaschinen, Maschinen für Zuckerfabriken, Ziegeleimaschinen, Dampfmaschinen aber auch Dampflokomotiven und Pumpen. Durch zahlreiche Verbesserungen und der hervorragenden Qualität ihrer Erzeugnisse erwarb sich das Unternehmen schnell einen guten Ruf und gehörte schon bald zu den bedeutenden Industrieunternehmungen des deutschen Maschinenbaus. Bereits 1876 trennte er sich einvernehmlich von Alexander Monski, der wieder allein die Eisengießerei übernahm, die gut eingeführte Firma wurde jedoch beibehalten.
In Verbindung mit Carl Adolf Riebeck, einem bedeutenden Montanunternehmer, fertigte das Unternehmen nun vor allem Pumpen für den Bergwerksbetrieb. Später wurden die Pumpen für französische und belgische Bergwerke, die russische und rumänische Erdölindustrie, für Wasserwerke in Griechenland, sogar nach Indien und China geliefert. Seit 1882 saß er im Hauptvorstand des Vereins Deutscher Eisen- und Stahl-Industrieller, zu dessen Ehrenmitglied Weise ernannt wurde. Anlässlich einer Industrieausstellung 1885 in Antwerpen erhielt das Unternehmen eine Silbermedaille.
Da der bisherige Produktionsstandort den Anforderungen nicht mehr genügte, erweiterte Weise das Werk an anderer Stelle, an der Merseburger Straße. Auf der Weltausstellung Paris 1900 stellte das Unternehmen Weise & Monski in einem eigenen Pavillon aus. Statt der bisher eingesetzten Kolbenpumpen lernte Rudolf Ernst Weise dort erstmals die Kreiselpumpe kennen, glaubte aber nicht an deren Erfolg. Gleichwohl nahm er wenig später auch diese Bauart in seine Produktpalette mit auf, was vor allem an seinem ältesten Sohn Felix lag, der deren Potential erkannte. Das Unternehmen besaß nun Filialen im In- und Ausland, unter anderem in Berlin, Hamburg, Dortmund, Düsseldorf, Gleiwitz sowie in Moskau, Baku, Brüssel, Bilbao und Paris.
Vor dem Ersten Weltkrieg hatte das Werk etwa 1000 Beschäftigte. Zwischen 1912 und 1914 wurden weitere Filialen im In- und Ausland gegründet so z. B. in St. Petersburg, Wladiwostok, Riga, Kairo, Bombay, Surabaya, Mexiko-Stadt sowie in Südamerika und China, die aber in Folge des Ersten Weltkriegs zum großen Teil verloren gingen. Trotz großer Verluste während der Weltwirtschaftskrise ab 1929 konnte sich das Unternehmen wieder erholen.
Weise gründete zahlreiche soziale Einrichtungen für seine Belegschaft, unter anderem Spareinrichtungen und eine Pensionskasse, ließ sie aber auch Licht- und Heilbäder, Bestrahlungen und Kneippkuren in Anspruch nehmen. Für die Angestellten und Arbeiter schuf er eine Kleingartenanlage mit Schrebergärten, eine Werksbücherei, eine Freilichtbühne, Musikvereinigungen, einen Gitarrenclub, ein Stadion und Sportlerheim. Am 5. August 1935 starb Rudolf Ernst Weise im Alter von 90 Jahren in Halle. Er wurde auf dem halleschen Stadtgottesacker bestattet. Sein eindrucksvolles Grabmal befindet sich im Innenfeld Abteilung II. Weise war jahrelanges Mitglied der halleschen Kant-Gesellschaft. Ihm zu Ehren wurde 1914 in Halle eine Straße, die Rudolf-Ernst-Weise-Straße benannt. 1961 wurde sie aus politischen Gründen umbenannt, was aber 1995 rückgängig gemacht wurde.

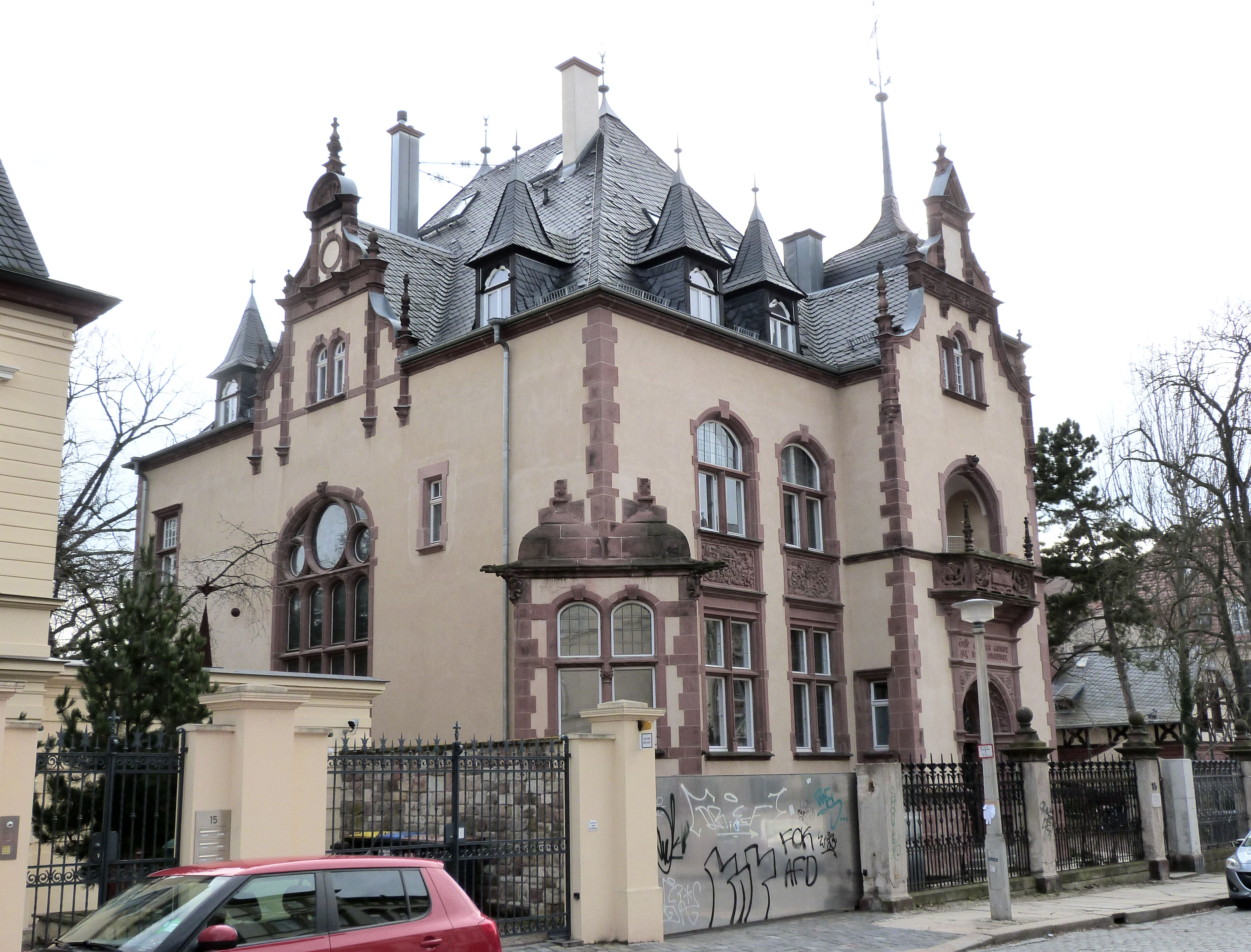
Villa Weise in Halle, Händelstr. 16

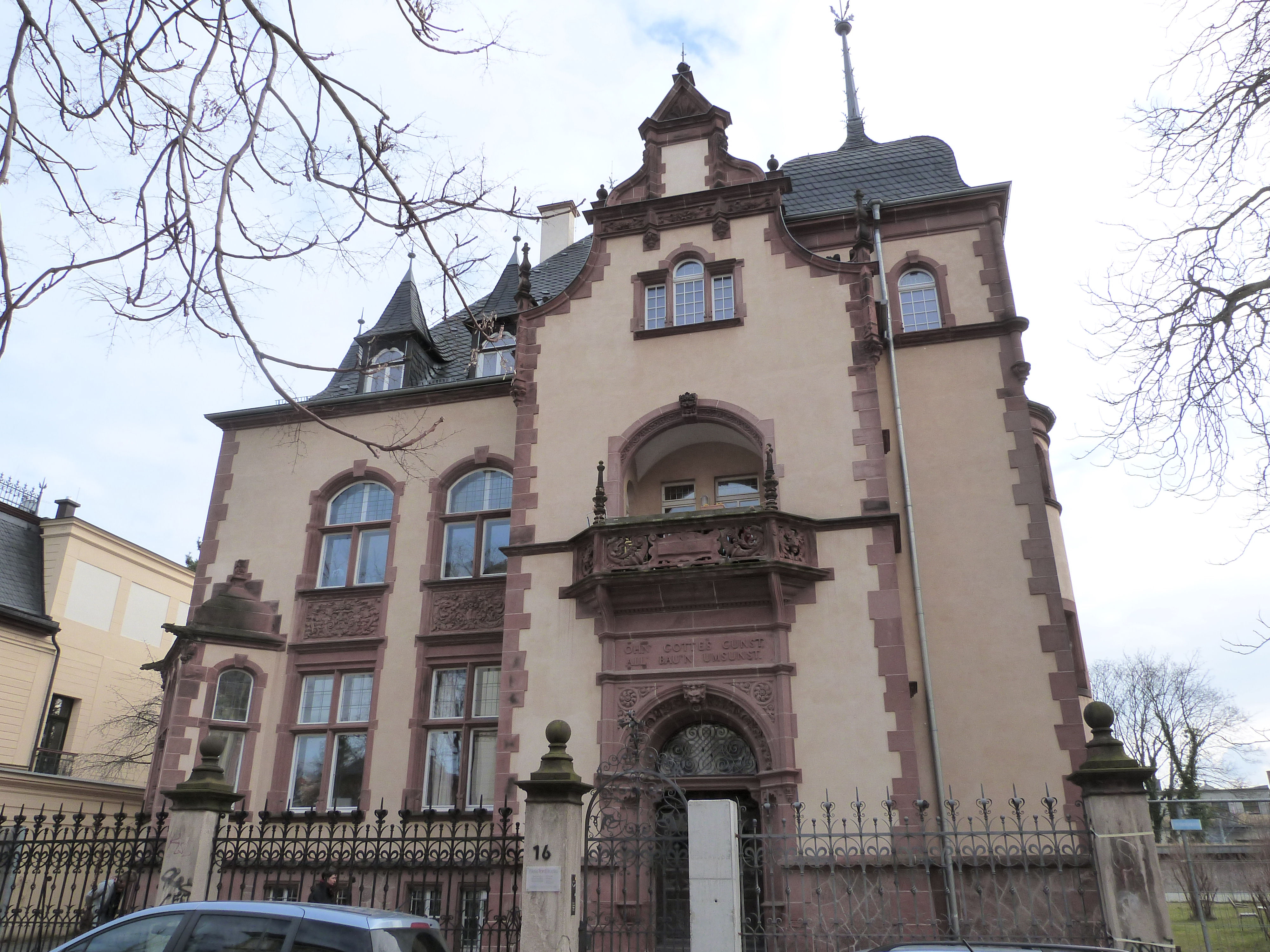
Haupteingang des Gebäudes

### Ehe und Nachkommen
Rudolf Ernst Weise war seit 1875 mit Martha Henriette Weise (* 26. Juli 1856 in Halle; † 16. Februar 1926 in Halle) verheiratet. Seine Frau war eine entfernte Verwandte väterlicherseits. Ihr Vater war Mitinhaber der Halleschen Mühlenprodukte-Großhandlung Weise & Pfaffe. Aus der Ehe gingen drei Kinder hervor, zwei Söhne und eine Tochter.
Die einzige Tochter Elisa wurde Malerin. Die beiden Söhne Felix und Erich Weise arbeiteten zunächst im väterlichen Unternehmen. Am 1. Januar 1914 wurde die Tochtergesellschaft Weise Söhne mit Sitz in Halle gegründete. Damit sonderten sich die Söhne Felix und Erich, die vor allem Kreiselpumpen produzierten, vom Stammunternehmen ab. In den 1920er Jahren überflügelte die Produktion und der Umsatz der Söhne das Stammhaus. Erst nach dem Tod des Vaters 1935 erhielten die Söhne das Verfügungsrechte über das Stammhaus und dessen Produktionsstätten.
Das Unternehmen, das während des Zweiten Weltkriegs kaum Verluste hatte, wurde im August 1945 durch sowjetische Truppen demontiert und die Familie enteignet. Erich Weise und sein Enkel Ruprecht Weise (* 10. November 1914 in Halle) führten das Unternehmen in der Bundesrepublik Deutschland weiter. Die halleschen Betriebe gingen in den Halleschen Pumpenwerken auf und gehören heute zur KSB Aktiengesellschaft.

### Villa Weise
Nach der Hochzeit wohnten die Weises zunächst an der Königstraße. Zehn Jahre später bezogen sie ein eigenes großes Haus an der Landwehrstraße. Bis 1896 ließ sich Rudolf Ernst Weise eine repräsentative Villa auf dem Grundstück Händelstraße 16 errichten. Das Gebäude im Stil des Historismus steht auf einem für Innenstadtverhältnisse großen Grundstück und wurde von dem Berliner Architekten Hans Grisebach entworfen.
Das Haus, ein zwei- bis dreigeschossiger Putzbau, besitzt zahlreiche verschiedene Erker, Türmchen und Giebel was dem Gebäude ein schlossartiges Aussehen verleiht. Im Erdgeschoss befanden sich die Empfangs- und Repräsentationsräume, im Obergeschoss die Privat- und Schlafräume. Das Gebäude steht unter Denkmalschutz und wurde in das Denkmalverzeichnis der Stadt Halle aufgenommen.